# Église de l'Assomption de Mercurey
Pour les articles homonymes, voir Église de l'Assomption.
L'église l'Assomption de Mercurey est une église située sur le territoire de la commune de Mercurey dans le département français de Saône-et-Loire et la région Bourgogne-Franche-Comté.

## Historique
Elle fait l'objet d'une inscription au titre des monuments historiques depuis le 12 mars 1941.

## Description
Le clocher est coiffé en bâtière.